# Bataille de Los Angeles
Pour les articles homonymes, voir Battle of Los Angeles (homonymie).
 (janvier 2013).
La bataille de Los Angeles (appelée en anglais « The Battle of Los Angeles » ou encore « The Great Los Angeles Air Raid ») est le nom donné à un événement survenu dans la nuit du 24 au 25 février 1942, pendant la Seconde Guerre mondiale, au-dessus de Los Angeles, en Californie, aux États-Unis.
La DCA ouvre le feu pendant plusieurs heures, en réponse au repérage de plusieurs objets volants non identifiés dans le ciel de Los Angeles. Au départ, les autorités pensent qu'il s'agit d'une attaque de l'aviation japonaise comme à Pearl Harbor quelques mois plus tôt. Le secrétaire à la Marine des États-Unis, Frank Knox, déclare par la suite en conférence de presse qu'il s'agissait d'une « fausse alerte ».
Les Japonais déclarent à la fin de la guerre qu'ils n'ont jamais envoyé de force aérienne au-dessus de Los Angeles. Le mystère entourant les événements suscite de nombreuses rumeurs. Certains auteurs interprètent bien plus tard ces événements comme la manifestation d'ovnis extra-terrestres.

## Événements
Dans la soirée du 23 février 1942, un sous-marin japonais en maraude tire plusieurs obus sur le champ pétrolifère d'Ellwood, dans ce qui est plus tard appelé le bombardement d'Ellwood, et provoque une mise en alerte des garde-côtes de la côte ouest des États-Unis. L'information est diffusée par les agences de presse et crée l'inquiétude dans une population encore sous le coup de l'attaque de Pearl Harbor.
Le 24 février 1942, un avertissement des services de renseignement de la marine de guerre des États-Unis annonce l'imminence d'une attaque japonaise sur Los Angeles dans les dix heures qui viennent. À cette époque, les États-Unis vivaient dans la crainte d'une offensive japonaise sur la côte ouest, à la suite de l'attaque de Pearl Harbor du 7 décembre 1941.
À 19 h 18, l'alerte est donnée à la suite de l'observation de nombreuses lumières dans le ciel de Los Angeles et est maintenue jusqu'à 22 h 23. Vers 2 h 15, la DCA est sur le pied de guerre après que les radars ont repéré un objet volant non identifié à 190 km à l'ouest de la ville. À 2 h 21, un couvre-feu est déclaré sur la ville.
À 2 h 43, des avions sont aperçus par un colonel d'artillerie. À 3 h 16, un objet volant (ballon ou avion) aperçu au-dessus de Santa Monica entraîne la décision d'ouvrir le feu. La DCA utilise ses canons antiaériens pendant plusieurs heures. Plus de 1 400 obus sont tirés, sans que ceux-ci ne touchent un seul avion. De nombreux témoignages font état de la présence de plusieurs objets volants, de différentes formes et tailles, souvent confondus avec les obus et fusées éclairantes de la défense antiaérienne. Les projecteurs de la ville tentent de repérer les aéronefs et balayent le ciel de Los Angeles. À partir de 4 h 14, les tirs de la DCA deviennent sporadiques.
Le couvre-feu est levé le matin à 7 h 21. Trois civils sont tués par des retombées d'obus et trois autres meurent d'une crise cardiaque due au stress.

## Conséquences et hypothèses
Quelques heures après le bombardement, le secrétaire à la Marine des États-Unis Frank Knox déclare en conférence de presse qu'il s'agissait d'une « fausse alerte » due à l'anxiété et au stress liés à l'état de guerre. Rapidement, l'événement fait la une de toute la presse américaine. Cette explication parut simpliste à beaucoup et le journal Long Beach Independent écrivit : « Il y a une mystérieuse réticence des autorités à s'exprimer sur cette affaire et il semble que la censure soit à l'œuvre. Bien que cette affaire soit de première importance, les commentateurs n'y prêtèrent pas l'attention escomptée. » De nombreuses rumeurs et théories naissent à la suite de l'incident pour expliquer pourquoi la DCA américaine a bombardé le ciel de Los Angeles pendant plus d'une heure.
Parmi celles-ci, le secrétaire Stimson avança deux théories pour expliquer la provenance des aéronefs mystérieux : celles d'avions commerciaux ennemis opérant du Mexique ou de Californie ou d'avions équipés de lumières, lancés depuis des sous-marins japonais. Le but de cette attaque aurait été de provoquer la panique parmi la population civile. Un représentant du Congrès, Leland Ford, avança l'idée que cela aurait pu être un exercice de l'armée ou une attaque destinée à faire délocaliser les industries d'armement du sud de la Californie.
Une photo du phénomène fut publiée dans le Los Angeles Times le 26 février 1942. On y voit ce qui semble un objet cerné par les projecteurs de la DCA. Les points lumineux qui entourent l'objet pourraient être des reflets ou des éclats des tirs de la DCA ou des foo fighters. Il fut avéré que la photo avait été retouchée avant d'être publiée. Il existe trois versions de cette photo : l'une retouchée et publiée le 26 février 1942, une autre retouchée différemment et publiée toujours par le Los Angeles Times le 29 octobre 1945, et la photo originale. Sur cette dernière, la présence d'un objet au centre des projecteurs est moins évidente que sur les deux photos retouchées.
Des correspondants de guerre compétents tels que Ernest Pyle et Bill Henry ont assisté à la canonnade et ont écrit qu'ils n'ont jamais été en mesure de distinguer un avion. Bien que de nombreuses rumeurs (suscitées notamment par la publication des photos) font état de la présence d'un ovni, la plupart des théories penchent sur la présence de ballon-sondes (ballons météorologiques), régulièrement lâchés au-dessus de Los Angeles et qui auraient déclenché l'alarme initiale.

### Publications de rapports
En 1974, grâce à la loi américaine Freedom of Information Act, qui oblige le gouvernement américain à déclassifier les dossiers ne concernant pas la sécurité nationale, une note confidentielle du général George Marshall, adressée au président Franklin Delano Roosevelt, fut rendue publique. Le général y indique qu'il s'agissait d'avions non identifiés n'appartenant pas aux forces armées américaines. Il hasarde l'hypothèse d'un avion civil ayant délibérément tenté de semer la panique, mais n'explique pas comment un avion civil lent aurait pu échapper une heure durant aux tirs nourris de la DCA américaine, ni comment il aurait pu rester totalement immobile plusieurs minutes.

### Hypothèse japonaise
En février 1942, les forces japonaises ne possédaient pas de base aérienne assez proche du territoire américain pour y effectuer des raids aériens. Même le bombardier japonais G3M doté d'un rayon d'action de 5 000 km n'aurait pu effectuer une mission aller et retour, et ce même si les Japonais avaient envahi Hawaï ou les îles Midway distantes de 4 000 km de Los Angeles.
Seuls des avions embarqués sur des porte-avions ou des hydravions à bords de navires de surface ou de sous-marins auraient pu atteindre la côte américaine à condition que ce ou ces bâtiments s'approchent à moins de 1 000 km des côtes, étant donné le rayon d'action des Zeros, par exemple, qui était de 1 680 km.
En juin 1942, les Japonais attaquent Midway en vue d'envahir cette île et l'archipel d’Hawaï.
Deux cents navires participent à l'attaque dont quatre porte-avions géants. Il est alors difficile de croire que la marine japonaise ait pu envoyer un ou plusieurs porte-avions à moins de 1 000 km des côtes américaines en février 1942. S'ils l'avaient pu, ils auraient alors tenté un débarquement ou une attaque comme sur Darwin le 20 février 1942 où participaient les quatre grands porte-avions japonais Hiryū, Kaga, Sōryū et Akagi.
La totalité des porte-avions japonais se trouvait à l'ouest du Pacifique à la date du 24 février 1942. Après la capitulation du Japon, les autorités militaires japonaises ont déclaré qu'il n'y avait pas de force japonaise dans la région de Los Angeles, mais que des sous-marins porte-aéronefs ont été utilisés aux environs de Seattle.

## Impact sociologique et culturel
La bataille de Los Angeles est un thème ufologique récurrent. L'événement a inspiré les films World Invasion: Battle Los Angeles (2011) de Jonathan Liebesman, et la comédie 1941 (1979) de Steven Spielberg.
L'événement est également décrit dans le roman de James Ellroy, La Tempête qui vient publié en 2019.